# Борышковцы (Тернопольская область)
Борышковцы (укр. Боришківці) — село в Мельнице-Подольской поселковой общине Чортковского района Тернопольской области Украины.
До 2020 года входило в Борщёвский район.
Код КОАТУУ — 6120881803. Население по переписи 2001 года составляло 625 человек.

## Географическое положение
Село Борышковцы находится на правом берегу реки Збруч,
выше по течению на расстоянии в 3 км расположено село Пановцы,
ниже по течению на расстоянии в 0,5 км расположено село Выгода,
на противоположном берегу — село Витковцы.

## Объекты социальной сферы
- Школа-сад.
- Дом культуры.

## Достопримечательности
- Траяновский вал.

## Известные люди
- Долинюк Евгения Алексеевна — деятель колхозного движения, дважды Герой Социалистического Труда, похоронена в селе Борышковцы.